# Guldbaggen för bästa foto
Guldbaggen för bästa foto har delats ut sedan den 24:e galan, Guldbaggegalan 1989, och saknade övriga nominerade under de tre första åren. 
Vinnaren tilldelas även George Eastman Award på 50 000 kronor.

## Vinnare och nominerade
Vinnare presenteras överst i gul färg och fetstil, och övriga nominerade för samma år följer efter. Året avser det år som filmerna hade premiär i Sverige, varpå de tilldelades priset på galan året därpå.

### Tidiga pristagare
Redan innan det fanns en guldbaggekategori för bästa foto prisades tre filmfotografer med Guldbaggejuryns specialpris: Sven Nykvist för året 1973, Rune Ericson för 1984, och Jörgen Persson för 1986.

### 1980-talet
| År          | Film               | Fotograf          |
| ----------- | ------------------ | ----------------- |
| 1988 (24:e) | Friends            | Peter Mokrosinski |
| 1989 (25:e) | Täcknamn Coq Rouge | Göran Nilsson     |

### 1990-talet
| År          | Film                         | Fotograf           |
| ----------- | ---------------------------- | ------------------ |
| 1990 (26:e) | God afton, Herr Wallenberg   | Esa Vuorinen       |
| 1991 (27:e) | Agnes Cecilia                | Per Källberg       |
| 1991 (27:e) | Oxen                         | Sven Nykvist       |
| 1991 (27:e) | Il Capitano                  | Jan Troell         |
| 1992 (28:e) | Söndagsbarn                  | Tony Forsberg      |
| 1992 (28:e) | Svart Lucia                  | Jens Fischer       |
| 1992 (28:e) | Den goda viljan              | Jörgen Persson     |
| 1992 (28:e) | Änglagård                    | Jens Fischer       |
| 1993 (29:e) | Sista dansen                 | Jens Fischer       |
| 1993 (29:e) | Kådisbellan                  | Göran Nilsson      |
| 1993 (29:e) | Mannen på balkongen          | Peter Mokrosinski  |
| 1994 (30:e) | Drömspel                     | Harald Paalgard    |
| 1994 (30:e) | Händerna                     | Lars Crépin        |
| 1994 (30:e) | Zorn                         | Jörgen Persson     |
| 1995 (31:a) | Atlanten                     | Jan Röed           |
| 1995 (31:a) | Stora och små män            | Göran Nilsson      |
| 1995 (31:a) | Sommaren                     | Stefan Kullänger   |
| 1996 (32:a) | Juloratoriet                 | Harald Paalgard    |
| 1996 (32:a) | Drömprinsen – filmen om Em   | Anders Bohman      |
| 1996 (32:a) | Jägarna                      | Kjell Lagerroos    |
| 1997 (33:e) | Under ytan                   | Jens Fischer       |
| 1997 (33:e) | Svenska hjältar              | Esa Vuorinen       |
| 1997 (33:e) | Jag är din krigare           | Per Källberg       |
| 1998 (34:e) | Glasblåsarns barn            | Philip Øgaard      |
| 1998 (34:e) | Falkens öga                  | Mikael Kristersson |
| 1998 (34:e) | Hela härligheten             | Ian Wilson         |
| 1999 (35:e) | Tsatsiki, morsan och polisen | Anders Bohman      |
| 1999 (35:e) | Straydogs                    | Peter Mokrosinski  |
| 1999 (35:e) | Noll tolerans                | Jacob Jørgensen    |

### 2000-talet
| År          | Film                                     | Fotograf                          |
| ----------- | ---------------------------------------- | --------------------------------- |
| 2000 (36:e) | Sånger från andra våningen               | István Borbás och Jesper Klevenås |
| 2000 (36:e) | Knockout                                 | John O. Olsson                    |
| 2000 (36:e) | Dubbel-8                                 | Esa Vuorinen                      |
| 2001 (37:e) | Så vit som en snö                        | Mischa Gavrjusjov och Jan Troell  |
| 2001 (37:e) | Leva livet                               | Peter Mokrosinski                 |
| 2001 (37:e) | En sång för Martin                       | Jörgen Persson                    |
| 2002 (38:e) | Lilja 4-ever                             | Ulf Brantås                       |
| 2002 (38:e) | Beck – Sista vittnet                     | John Christian Rosenlund          |
| 2002 (38:e) | Alla älskar Alice                        | Lars Crépin                       |
| 2003 (39:e) | Ondskan                                  | Peter Mokrosinski                 |
| 2003 (39:e) | Skenbart – en film om tåg                | Göran Hallberg                    |
| 2003 (39:e) | Detaljer                                 | Göran Hallberg                    |
| 2004 (40:e) | The Queen of Sheba's Pearls              | Jens Fischer                      |
| 2004 (40:e) | Så som i himmelen                        | Harald Paalgard                   |
| 2004 (40:e) | Fyra nyanser av brunt                    | Leif Benjour                      |
| 2005 (41:a) | Zozo                                     | Aril Wretblad                     |
| 2005 (41:a) | Mun mot mun                              | Anders Bohman                     |
| 2005 (41:a) | Kim Novak badade aldrig i Genesarets sjö | Philip Øgaard                     |
| 2006 (42:a) | Storm                                    | Linus Sandgren                    |
| 2006 (42:a) | Hästmannen                               | Peter Gerdehag                    |
| 2006 (42:a) | Om Gud vill                              | Crille Forsberg                   |
| 2007 (43:e) | Darling                                  | Geir Hartly Andreassen            |
| 2007 (43:e) | Arn – Tempelriddaren                     | Eric Kress                        |
| 2007 (43:e) | Du levande                               | Gustav Danielsson                 |
| 2008 (44:e) | Låt den rätte komma in                   | Hoyte van Hoytema                 |
| 2008 (44:e) | De ofrivilliga                           | Marius Dybwad Brandrud            |
| 2008 (44:e) | Maria Larssons eviga ögonblick           | Jan Troell och Mischa Gavrjusjov  |
| 2009 (45:e) | Flickan                                  | Hoyte van Hoytema                 |
| 2009 (45:e) | Män som hatar kvinnor                    | Eric Kress                        |
| 2009 (45:e) | Flickan som lekte med elden              | Peter Mokrosinski                 |

### 2010-talet
| År          | Film                    | Fotograf                         |
| ----------- | ----------------------- | -------------------------------- |
| 2010 (46:e) | Snabba Cash             | Aril Wretblad                    |
| 2010 (46:e) | Himlen är oskyldigt blå | Göran Hallberg                   |
| 2010 (46:e) | Svinalängorna           | Erik Molberg Hansen              |
| 2011 (47:e) | Play                    | Marius Dybwad Brandrud           |
| 2011 (47:e) | Simon och ekarna        | Dan Laustsen                     |
| 2011 (47:e) | Stockholm Östra         | Per Källberg                     |
| 2012 (48:e) | Call Girl               | Hoyte van Hoytema                |
| 2012 (48:e) | Avalon                  | Måns Månsson                     |
| 2012 (48:e) | Dom över död man        | Jan Troell och Mischa Gavrjusjov |
| 2013 (49:e) | Ömheten                 | Petrus Sjövik                    |
| 2013 (49:e) | Känn ingen sorg         | Erik Sohlström                   |
| 2013 (49:e) | Monica Z                | Eric Kress                       |
| 2014 (50:e) | Turist                  | Fredrik Wenzel                   |
| 2014 (50:e) | Gentlemen               | Jallo Faber                      |
| 2014 (50:e) | The Quiet Roar          | Fredrik Wenzel                   |
| 2015 (51:a) | Flocken                 | Gösta Reiland                    |
| 2015 (51:a) | Det vita folket         | Linda Wassberg                   |
| 2015 (51:a) | En man som heter Ove    | Göran Hallberg                   |
| 2016 (52:a) | Yarden                  | Ita Zbroniec-Zajt                |
| 2016 (52:a) | Min faster i Sarajevo   | Ita Zbroniec-Zajt                |
| 2016 (52:a) | Sophelikoptern          | Anders Bohman                    |
| 2017 (53:e) | The Square              | Fredrik Wenzel                   |
| 2017 (53:e) | Korparna                | Jonas Alarik                     |
| 2017 (53:e) | Sameblod                | Sophia Olsson                    |
| 2018 (54:e) | Trädgårdsgatan          | Kristoffer Jönsson               |
| 2018 (54:e) | In i dimman             | Ellinor Hallin                   |
| 2018 (54:e) | Jimmie                  | Måns Månsson                     |
| 2019 (55:e) | And Then We Danced      | Lisabi Fridell                   |
| 2019 (55:e) | Eld & lågor             | Aril Wretblad                    |
| 2019 (55:e) | Quick                   | Ragna Jorming                    |

### 2020-talet
| År          | Film                                   | Fotograf                            |
| ----------- | -------------------------------------- | ----------------------------------- |
| 2020 (56:e) | Charter                                | Sophia Olsson                       |
| 2020 (56:e) | Samtidigt på jorden                    | Mathias Døcker och Jonathan Elsborg |
| 2020 (56:e) | Spring Uje spring                      | Frida Wendel                        |
| 2021 (57:e) | Clara Sola                             | Sophie Winqvist Loggins             |
| 2021 (57:e) | Kören – en film om Tensta Gospel Choir | Ellinor Hallin                      |
| 2021 (57:e) | Tigrar                                 | Marek Septimus Wieser               |
| 2022 (58:e) | Svart krabba                           | Jonas Alarik                        |
| 2022 (58:e) | Comedy Queen                           | Simon Pramsten                      |
| 2022 (58:e) | Bränn alla mina brev                   | Stellan Runge                       |
| 2023 (59:e) | Syndabocken                            | Josua Enblom                        |
| 2023 (59:e) | Hammarskjöld                           | John Christian Rosenlund            |
| 2023 (59:e) | Motståndaren                           | Sebastian Winterø                   |
| 2024 (60:e) | Passage                                | Lisabi Fridell                      |
| 2024 (60:e) | Sommartider                            | Johan Palm                          |
| 2024 (60:e) | Ur mörkret                             | Nils Eilif Bremdal-Vinell           |

## Flerfaldiga vinnare och nominerade
Flest antal såväl vinster har, i och med Guldbaggegalan 2025, Jens Fischer och Hoyte van Hoytema, med tre vardera. Peter Mokrosinski är dock den som nominerats flest gånger - totalt sex, varav två ledde till vinst.
| Fotograf                 | Antal vinster | Antal nomineringar |
| ------------------------ | ------------- | ------------------ |
| Jens Fischer             | 3             | 5                  |
| Hoyte van Hoytema        | 3             | 3                  |
| Peter Mokrosinski        | 2             | 6                  |
| Harald Paalgard          | 2             | 3                  |
| Fredrik Wenzel           | 2             | 3                  |
| Aril Wretblad            | 2             | 3                  |
| Lisabi Fridell           | 2             | 2                  |
| Anders Bohman            | 1             | 4                  |
| Jan Troell               | 1             | 4                  |
| Mischa Gavrjusjov        | 1             | 3                  |
| Per Källberg             | 1             | 3                  |
| Göran Nilsson            | 1             | 3                  |
| Esa Vuorinen             | 1             | 3                  |
| Jonas Alarik             | 1             | 2                  |
| Marius Dybwad Brandrud   | 1             | 2                  |
| Sophia Olsson            | 1             | 2                  |
| Ita Zbroniec-Zajt        | 1             | 2                  |
| Philip Øgaard            | 1             | 2                  |
| Göran Hallberg           | 0             | 4                  |
| Eric Kress               | 0             | 3                  |
| Jörgen Persson           | 0             | 3                  |
| Lars Crépin              | 0             | 2                  |
| Ellinor Hallin           | 0             | 2                  |
| Måns Månsson             | 0             | 2                  |
| John Christian Rosenlund | 0             | 2                  |